# Václav Lancinger (1896)
Václav Lancinger (Lanzinger) (4. května 1896 Praha – ?) byl český a československý pólista, účastník olympijských her 1920.
Pocházel z rodiny pražského stavitele Václava Lancingra.
Vodnímu pólu se věnoval aktivně od roku 1919 za pražský plavecký klub ČPK Praha společně se starším bratrem Eduardem. Hrál na pozici obránce. V roce 1920 byl vybrán do československého pólového týmu, který startoval na olympijských hrách v Antverpách.